# Primera expedición de Cevallos a Río Grande
La Primera expedición de Cevallos a Río Grande fue una acción militar, entre septiembre de 1762 y abril de 1763, llevada a cabo por los españoles liderados por Pedro Antonio de Cevallos contra los portugueses en América del Sur, como parte de la Guerra de los Siete Años. 

## Preludios

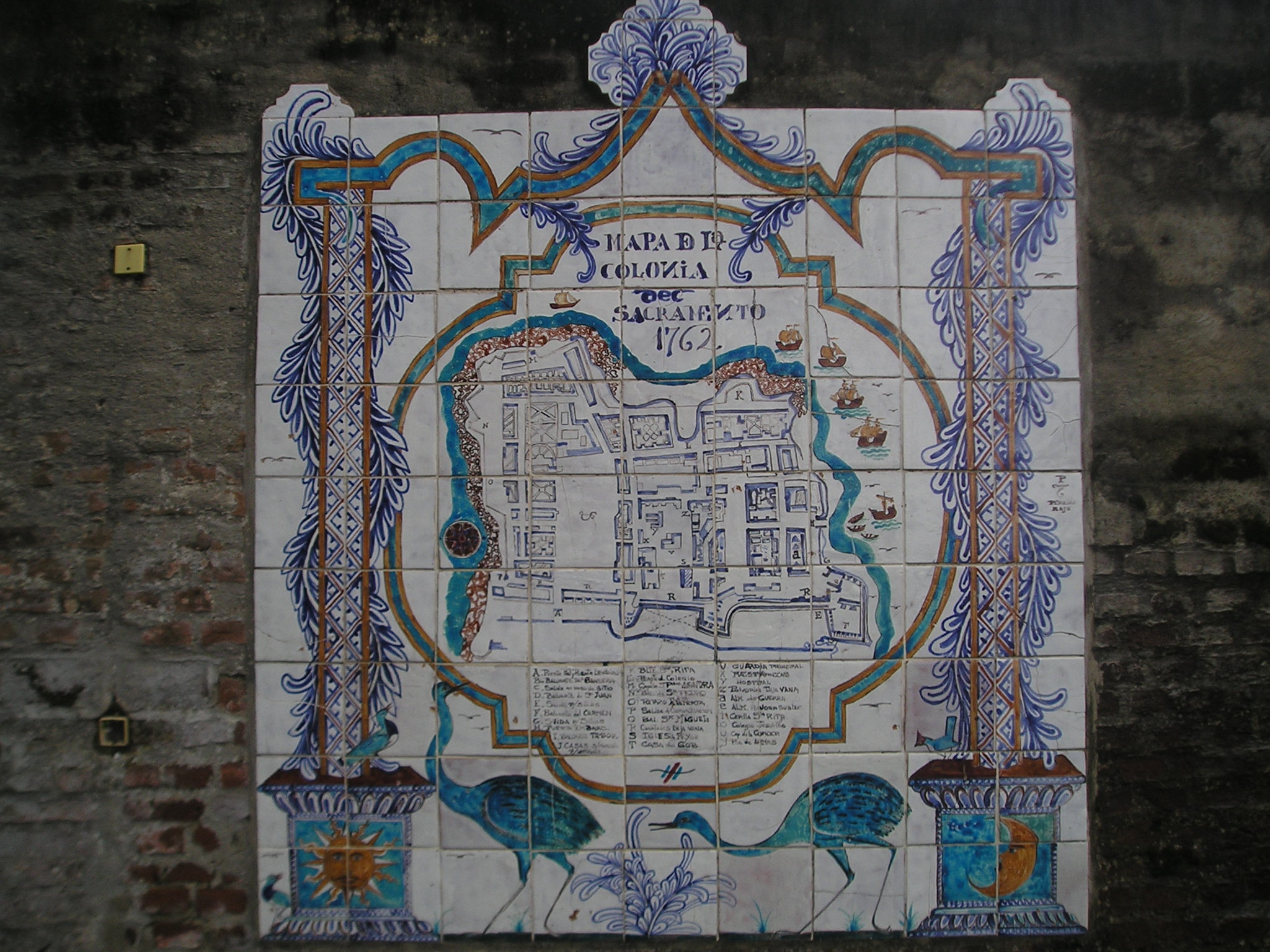
Mapa de Colonia del Sacramento en 1762.

Al tomar conocimiento Cevallos de que el Tratado de Madrid (1750) había sido anulado por medio del Tratado de El Pardo (12 de febrero de 1761), y por ende, debía restablecerse la línea del Tratado de Tordesillas, escribió por dos veces al virrey del Brasil, Gomes Freire, para que devuelva los territorios españoles ocupados y deje en libertad de regresar a sus pueblos a los indígenas misioneros, al no tener respuesta, escribió de nuevo el 12 de julio de 1762. Intimó también al gobernador de Colonia a que desalojara las islas Martín García y Dos Hermanas.
En enero de 1762 España se unió a Francia contra Gran Bretaña en la guerra de los Siete Años, en consonancia con el Pacto de Familia. El plan era atacar a Portugal, que había sido neutral hasta ese momento, pero que era un importante aliado económico de Gran Bretaña. El 9 de mayo de 1762 España invadió Portugal y también decidió atacarlo en América del Sur, y en particular tomar durante la disputa la Colonia del Sacramento.
Cevallos comenzó preparativos de guerra al no obtener la devolución de territorios que le reclamara al virrey del Brasil, para ello, envió a José de Vera con milicias de Santa Fe a Maldonado, aprovisionó las guarniciones de Montevideo y de Buenos Aires, formó un batallón de milicias y puso en movimiento hacia el Río de la Plata a 1000 indígenas misioneros.
El teniente coronel Tomás Luis de Osorio, comandante de las tropas de Caballería del Regimiento de Dragones y del Fuerte Jesús, María, José de Río Pardo, construyó una fortificación de campaña en diciembre de 1762, la Fortaleza de Santa Teresa, guarnicionándola con cerca de 400 soldados y artillándola con algunas piezas de pequeño calibre. El lugar elegido fue el desfiladero de Angostura cerca del monte de Castillos Grande, cerrando el camino terrestre junto al litoral, que iba desde la Colonia del Sacramento hacia la villa de Río Grande.

## La expedición en 1762

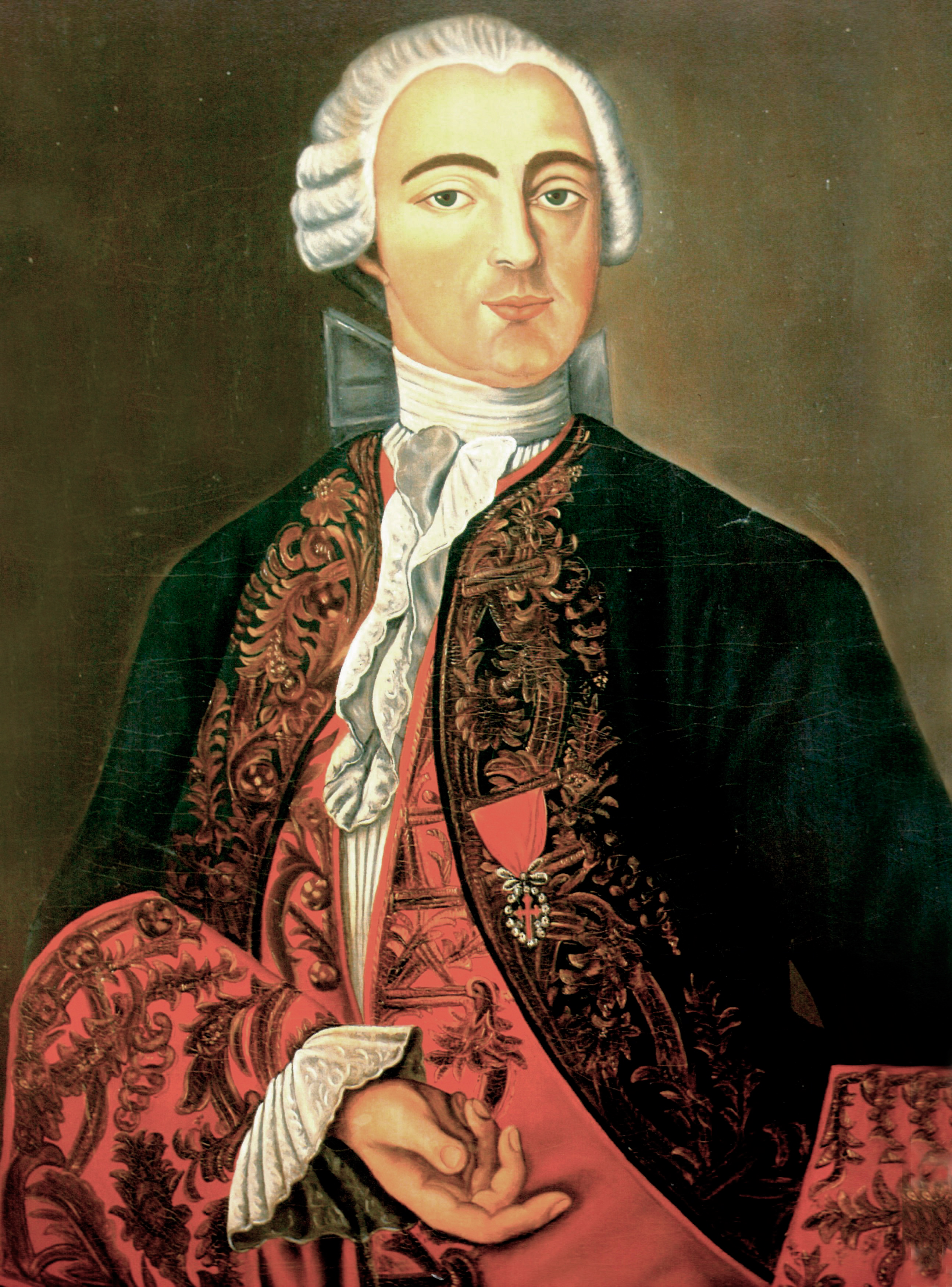
Pedro de Cevallos.

En los primeros días de enero de 1762 la fragata Victoria, con 26 cañones, comandado por el teniente de navío Carlos José de Sarriá, partió de Cádiz rumbo a Buenos Aires con órdenes de que el gobernador del Río de la Plata, Pedro Antonio de Cevallos, ataque a la Colonia.
Cevallos comenzó a preparar en secreto sus fuerzas y en septiembre de 1762 organizó suficientes hombres y barcos para el ataque. A principios de septiembre partió la flota compuesta por la fragata Victoria, el navío de registro armado Santa Cruz, tres avisos (entre ellos el San Zenón), doce lanchas grandes armadas y quince transportes. 2.700 milicianos cruzaron el Río de la Plata y desde el 7 al 14 de septiembre se produjo el desembarco. El 26 de ese mes se les sumó la artillería y municiones procedentes de Montevideo en 113 carros. Luego el ejército fue aumentado por una fuerza de 1.200 indígenas misioneros el 27 de septiembre. El 1 de octubre las fuerzas comenzaron a moverse hacia Colonia y el 5 de octubre comenzó el sitio de la plaza. 
Las relaciones entre Cevallos, quien comandaba el ejército, y Sarriá, quien comandaba la flota, eran muy malas. Después de desembarcar el ejército y sin la aprobación de Cevallos, Sarriá partió con la flota de 16 barcos hacia la Ensenada de Barragán, en donde permaneció hasta el 29 de octubre con los barcos de su mando: Victoria, Santa Cruz, tres avisos, ocho lanchas y tres buques corsarios. El 14 de octubre 4 bergantines portugueses lograron salir de Colonia evacuando a algunos residentes civiles y llevándose objetos de valor, sin que la flota española actuara. Tres de ellos regresaron a Colonia el 17 de octubre con víveres para los sitiados.
Afortunadamente para los españoles, los portugueses estaban mal preparados y el 31 de octubre de 1762 Vicente da Silva da Fonseca, el gobernador de la plaza, capituló, entrando los españoles en Colonia el 2 de noviembre de 1762, siendo también ocupadas la isla Martín García y la isla San Gabriel. Los prisioneros portugueses son enviados a Río de Janeiro en sus propios buques, mientras que gran parte de los civiles son trasladados a Cuyo.

## El hundimiento delLord Clive
Gran Bretaña, que estaba ahora oficialmente en guerra con España, no participó en las batallas, pero la British East India Company tuvo planes para conquistar territorio español en Sudamérica y envió dos viejos barcos. El más grande era el HMS Kingston, de 62 cañones, que fue renombrado Lord Clive, el otro barco era la fragata Ambuscade. Se había acordado con los portugueses el reparto del área del Río de la Plata, la Banda Oriental para Portugal y la occidental para el Reino Unido, financiando la campaña la compañía con 100.000 libras esterlinas y los dos barcos. 
La pequeña escuadra partió de Londres en julio de 1762 rumbo a Lisboa. El 30 de agosto partieron de esa ciudad al mando del capitán John McNamara, comandando la Ambuscade el capitán William Roberts. En Río de Janeiro el gobernador portugués, Gomes Freire le suministró 9 barcos (uno de ellos era la fragata Nossa Senhora da Gloria, de 38 cañones) transportando 500 soldados al mando del teniente coronel Vasco Alpoin. El 21 de noviembre, la escuadra partió de Río de Janeiro hacia el estuario del Río de la Plata para atacar Buenos Aires y Montevideo, pero al llegar a la altura de esta última ciudad, se enteran de la caída de Colonia, debiendo abandonar el proyecto de tomar Buenos Aires debido a no poder hallar el canal de acceso.
El 4 de enero de 1763, la escuadra decidió atacar y retomar Colonia del Sacramento. El 6 de enero los tres buques mayores bombardearon Colonia. La escuadra española al mando de Sarriá, huyó a la primera vista del enemigo. Sarriá destruyó la bandera de su barco para prevenir su caída en manos enemigas, desembarcó en la isla San Gabriel y mandó hundir a la Victoria que estaba varada en la isla, que finalmente se hundió el 8 de enero por una tormenta. Abandonado por su flota, las defensas costeras españolas combatieron solas, el Lord Clive quedó bajo su fuego, se incendió y se hundió. Murieron 272 hombres a bordo, incluyendo al comandante de la expedición, capitán McNamara, otros 62 fueron rescatados por los españoles. El resto de los barcos aliados retornó a Río de Janeiro, entre ellos la Ambuscade que llevaba 60 muertos de su tripulación.

## La expedición en 1763
El Fuerte de Santa Bárbara se hallaba artillado con siete piezas y guarnicionado por un efectivo de quinientos correntinos y muchos indígenas, al mando del teniente coronel Antonio Catani cuando el 1 de enero de 1763 fue asaltado y conquistado por fuerzas portuguesas al mando del capitán Francisco Pinto Bandeira, basadas en el Fuerte Jesús, María, José de Río Pardo. Estas fuerzas estaban conformadas por 230 dragones riograndenses y aventureros paulistas (éstos al mando del capitán Miguel Pedroso Leites). La artillería apresada, junto con 9.000 cabezas de ganado y 5.000 caballos arreados de las estancias de la zona fueron trasladados al fuerte de Río Pardo.
El 10 de febrero de 1763 se firmó el Tratado de París, que puso fin a la Guerra de los Siete Años y obligaba a España a devolver los territorios conquistados.
Aún en control de Colonia del Sacramento, Cevallos marchó con su ejército al este en la primavera, el 19 de marzo de 1763 salió de Colonia con 300 dragones llegando a Maldonado el 29 de marzo. El 8 de abril el ejército salió de Maldonado en dos columnas, la vanguardia iba al mando del capitán Alonso Serrato con 150 hombres, seguía la artillería y en la retaguardia iban 169 carretas.
El 17 de abril mandó construir una batería de 6 cañones frente a la Fortaleza de Santa Teresa, guarnicionada por 1.500 hombres y 13 cañones. El día 18, 400 portugueses fracasaron en su intento de impedir la construcción de la batería, batidos en retirada, se produjo la deserción de 1.200 soldados de la fortaleza, quedando dentro de los muros su comandante, el coronel Luis Tomás Osorio con 280 dragones y 25 oficiales, los que se rindieron al día siguiente (19 de abril), siendo capturado Osorio, quien con poco más de 100 hombres de la guarnición fueron trasladados a Maldonado. Cevallos envió tres destacamentos en persecución de los fugitivos, al capitán Serrato hacia el Fuerte de San Miguel y al capitán José de Molina en dirección a Río Grande, hacia donde debían converger los otros tres destacamentos. El Fuerte de San Miguel se rindió sin combatir, quedando en poder español 13 cañones en Santa Teresa y 15 en San Miguel. Cevallos ordenó la mejora de la Fortaleza de Santa Teresa, siendo su autor el ingeniero Francisco Rodríguez Cardozo. 
El 24 de abril arribó a Río Grande de San Pedro y el 12 de mayo de invadió la villa conquistando el Fuerte de Jesús, María, José de Río Grande retirándose los portugueses hacia São José do Norte en la orilla opuesta a Río Grande, que también fue ocupada por Cevallos. Los pobladores portugueses que no huyeron hacia Porto dos Casais, fueron trasladados por Cevallos a Maldonado, dando origen al pueblo de San Carlos. Fueron capturados 27 cañones y 8 morteros.
El 27 de diciembre de 1763, Colonia del Sacramento y la isla San Gabriel volvieron a manos portuguesas, pero las demás conquistas continuaron en poder español.